# Hargrave (Manitoba)
Pour les articles homonymes, voir Hargrave.
Hargrave est une localité non incorporée du Manitoba située au sud-ouest de la province et faisant partie de la municipalité rurale de Wallace. Hargrave est situé sur la Route Transcanadienne à approximativement à 12 km au nord-ouest de Virden.

## Référence
- (en) Cet article est partiellement ou en totalité issu de l’article de Wikipédia en anglais intitulé « Hargrave, Manitoba » (voir la liste des auteurs).